# Zarona
Deramas là một chi bướm ngày thuộc họ Lycaenidae.